# Парсуна
Парсу́на або портре́т парсу́нного ти́пу (від лат. persona — особа, обличчя) — різновид портретного живопису в Східній Європі (Московії, Україні, Білій Русі) XVI—XVIII століть, що зберіг прийоми іконопису.

## Стиль
Характерною особливістю парсун є їх «іконний тип», підпорядкований площинно-лінійному стилю іконопису ранньомодерної доби. На полотні індивідуальні характеристики зображуваного передавалася узагальнено з використанням елементів парадного портрету: атрибути влади, написи, родові герби, ініціали з акцентом на стан, епітафії тощо. Парсуни писали олією на полотні, у той час, як ікони, складніші за технікою виконання, створювалися темперними фарбами на дерев'яній дошці із використанням левкасу, паволоки, позолоти тощо.

## Історія
Перші парсуни, що зображували реальних історичних осіб, як за технікою виконання, так і за образною системою були схожі на твори іконопису (парсуни царів Івана Грозного та Федора Івановича). У другій половині XVII століття розвиток парсуни пішов за двома напрямами. Першому було притаманне посилення іконописного початку: риси зображуваної особи розчинялися в ідеальній схемі лику його святого патрона. Представники другого напряму прагнули передати більше індивідуальних особливостей зображуваної особи й об'ємність форм. Серед них були майстри в Московському царстві, які перебували під впливом іноземних майстрів, а також майстри з України та Білої Русі. Разом з тим зберігалася традиційна застиглість пози (парсуна Григорія Годунова, 1686 рік).
У другій половині XVII століття парсуни іноді писали на полотні олійними фарбами, часом з натури. У Московському царстві як правило, парсуни створювалися живописцями «Оружейної палати» — Симоном Ушаковим, Іваном Безміним, Михайлом Чоглоковим та іншими.
На теренах України та в Українській козацькій державі як ікони, так і портрети писали ті самі майстри, вихованці монастирських малярень, поєднуючи традиційні прийоми з бароковими. Таким чином українські парсуни поєднували риси західноєвропейського, класичного та традиційного мистецтва. Водночас за більшістю українських портретів кінця XVII—XVIII століть закріпився термін «парсуна», що не відповідає їх прямому призначенню та стилю. Портретну схожість автори брали із гравюр західноєвропейських майстрів (типові портрети Богдана Хмельницького, написані за гравюрою Вільгельма Гондіуса). У «золоту» добу українського бароко парсуна розвивалася у тісному взаємозв’язку з іконописом. Стилістично їх об’єднують площинне зображення та локальні кольори, хоча з поєднанням досягнень західноєвропейського бароко український портрет набув ознак нового своєрідного художнього стилю (портрет Григорія Гамалії, 2 половина XVII століття).

## Галерея

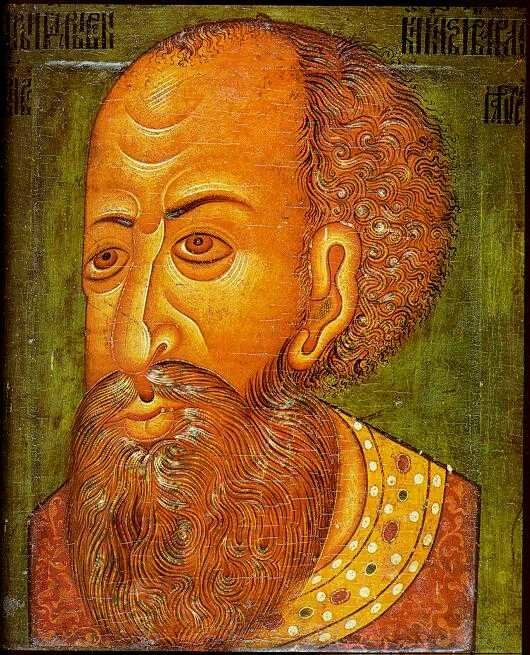
Іван Грозний, Національний музей Данії
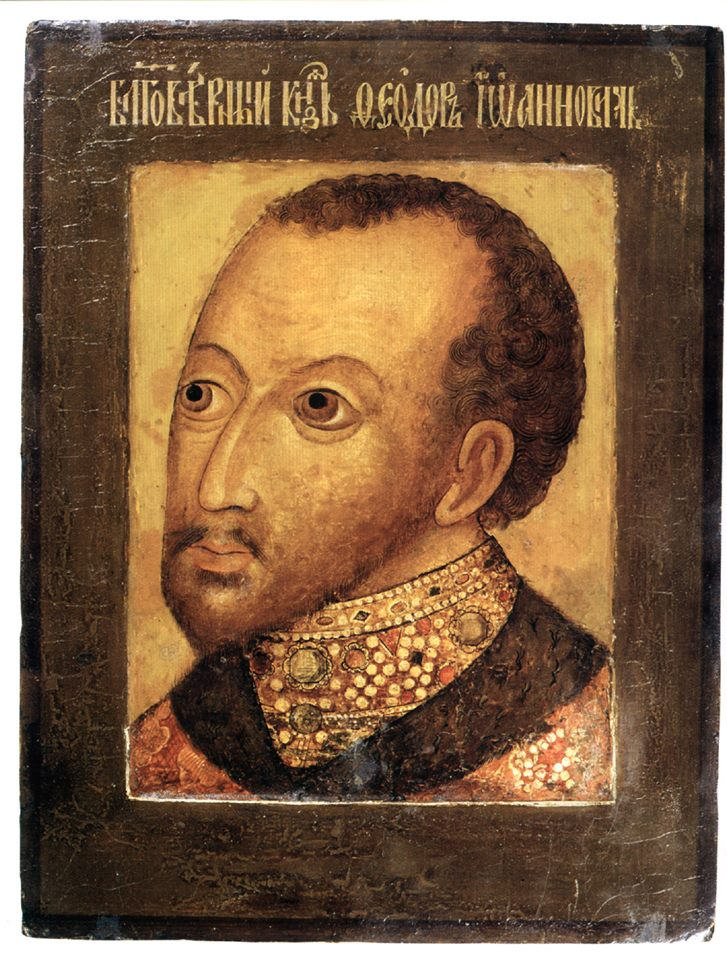
Федір I Іванович, Державний історичний музей (Москва)
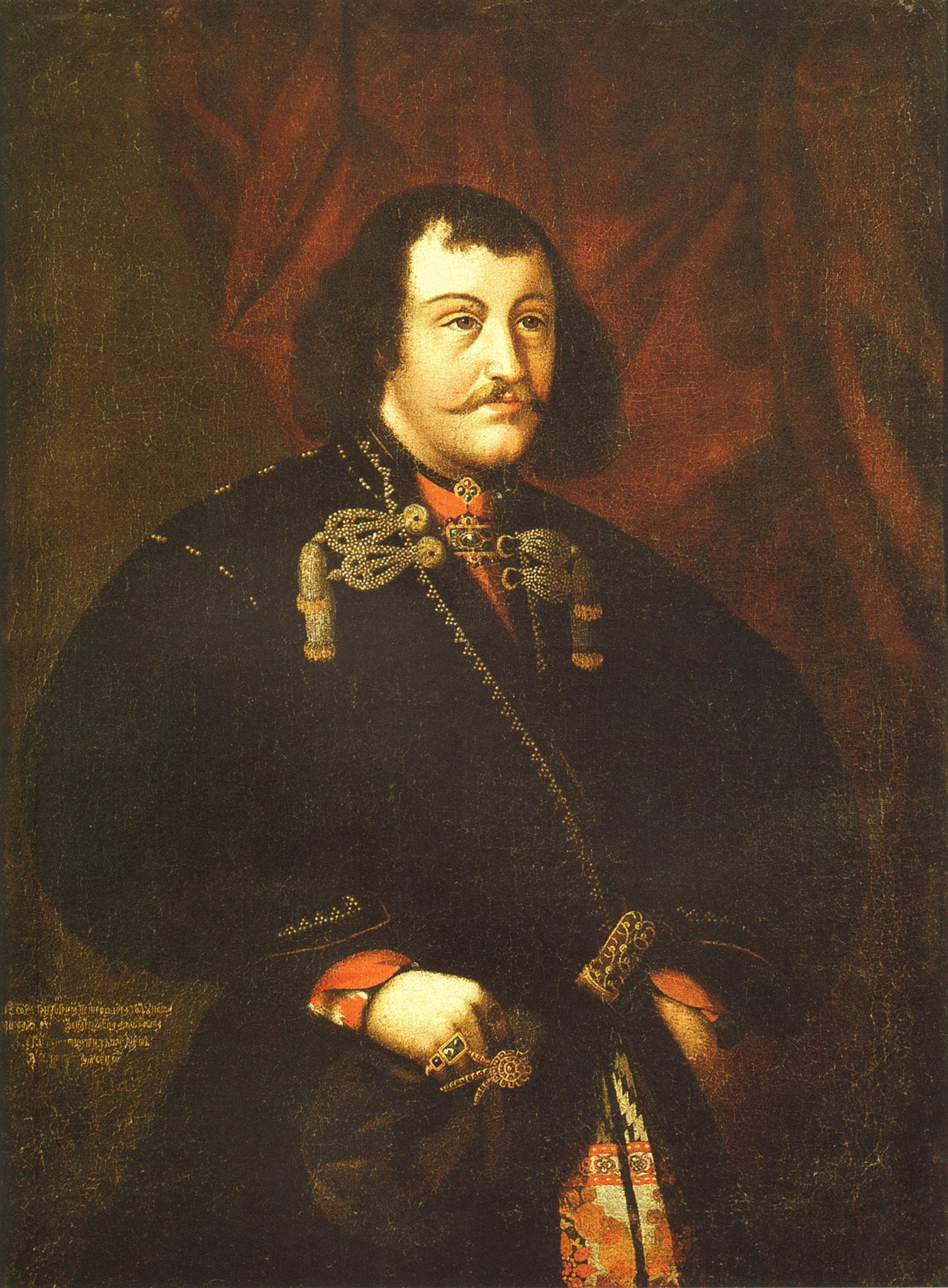
Григорій Годунов[ru], Державний історичний музей (Москва)
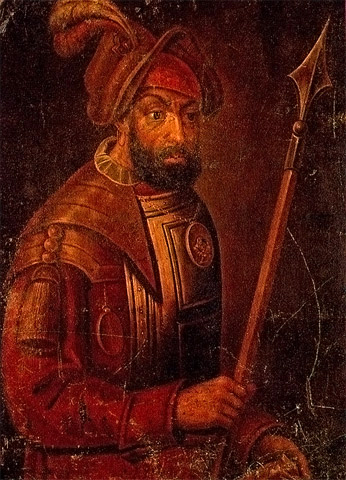
Легендарний донський отаман Єрмак Тимофійович
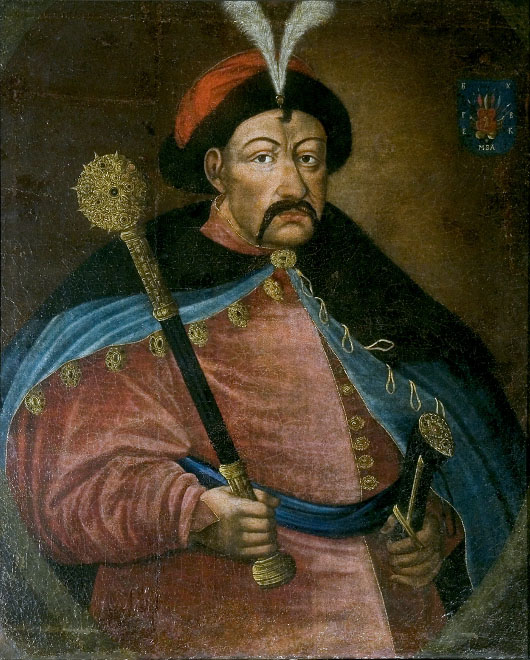
Богдан Хмельницький, Чернігівський історичний музей ім. В. Тарновського
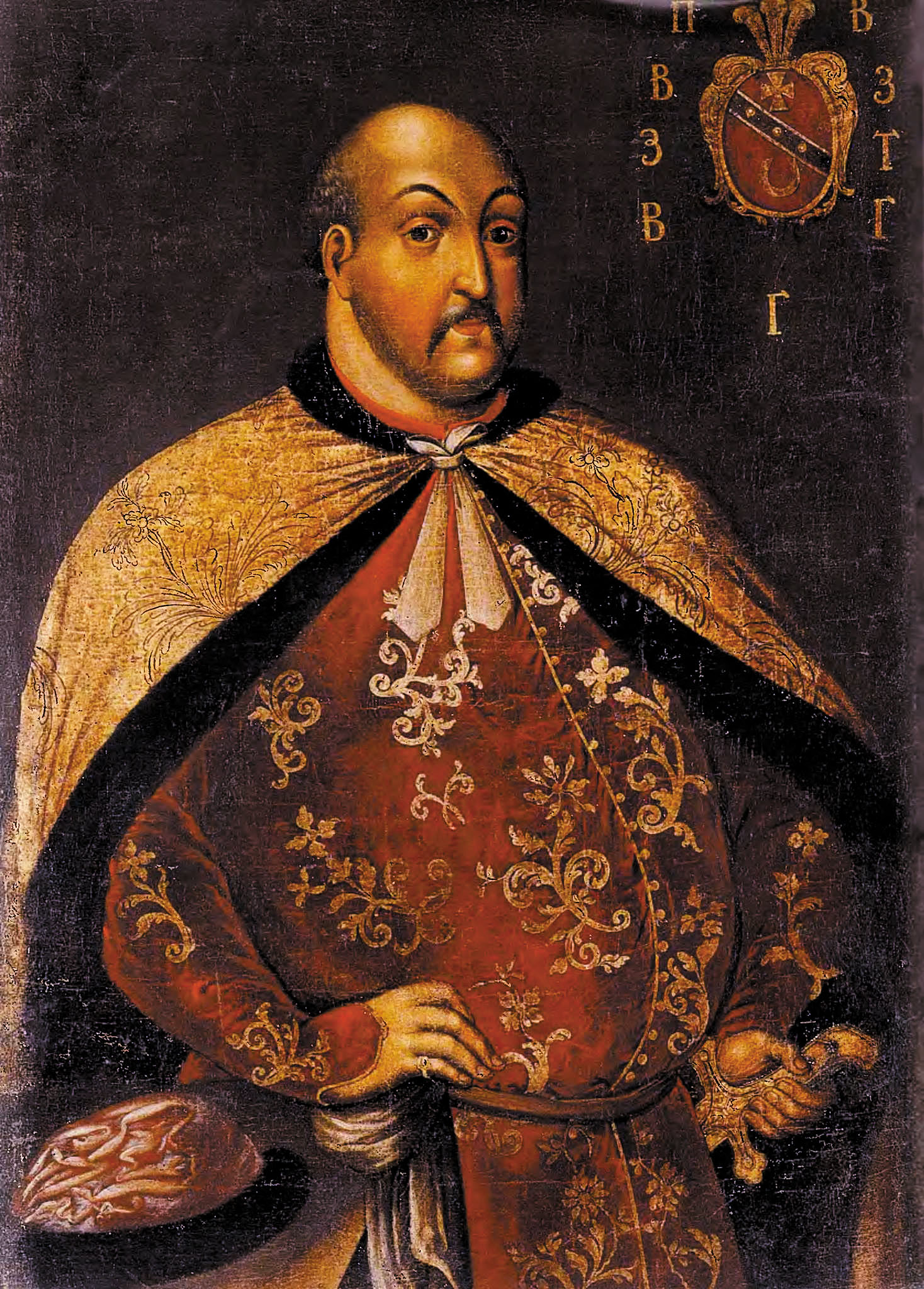
Григорій Гамалія, Національний художній музей України